# بتلینگ باتلر
بتلینگ باتلر (انگلیسی: Battling Butler) یک فیلم به کارگردانی باستر کیتون است که در سال ۱۹۲۶ منتشر شد. از بازیگران آن می‌توان به سالی اونیل، باستر کیتون، باد فاین و فرانسیس مک‌دانلد اشاره کرد.
لازم است ذکر شود که «بتلینگ باتلر» نامِ شخصیت اصلی فیلم (یک قهرمان بوکس) است.